# Sadr al-Din bin Saleh
Der Großayatollah Sadr al-Din bin Saleh (arabisch صدر الدين ابن صالح) (1848–1774) war ein iranischer Religionsgelehrter der Zwölfer-Schiiten, der den Familien Scharafeddine und Noureddine der Schiiten im Libanon angehörte.

## Die as-Sadr Family
Sadr al-Din ist auch der Patriarch der Sadr-Familie, einem Zweig der Familie Sharafeddine aus Dschabal ʿAmil im Libanon. Die Familie Sharafeddine selbst ist ein Zweig der Noureddine Familie, die ihre Abstammungslinie zurückführt auf Musa al-Kazim und über ihn auf den ersten Imam, Ali ibn Abi Talib und seine Frau Fatima Zahra, welche die Tochter des Islamischen Propheten Mohammeds ist. Die Familie as-Sadr hat zahlreiche islamische Gelehrte im Iran, im Libanon und im Irak hervorgebracht, darunter seinen Sohn Ismail as-Sadr, seine Enkel Musa as-Sadr und Mohammad Baqir as-Sadr.

## Leben
Sadr al-Din wurde nahe Tyros im heutigen Libanon geboren. Im Alter von 4 Jahren, wanderte Sadr al-Din mit seinem Onkel Mohammad ibn Mohammad  in die Stadt Bagdad aus, wo er zu Beginn bei seinem Vater Salih Sharrafeddin al-Amili Unterricht nahm und später bei Sunnitischen Gelehrten. Im Alter von 13 Jahren erreichte Sadr al-Din den Rang eins Mudschahid. Im Jahr 1226 n. Chr. gab er selber Unterricht in Isfahan, Ghom und Yazd. Am Ende seines Lebens verließ Sadr al-Din Isfahan und lebte in Nadschaf bei seinem Bruder.
Sadr al-Din starb 1264 n. Chr. in Nadschaf und wurde in der Imam-Ali-Moschee begraben.